# Iwo Iwanow
Iwo Iwanow (ur. 11 marca 1985 w Kazanłyku) – bułgarski piłkarz grający na pozycji obrońcy.

## Kariera klubowa
Iwanow jest wychowankiem klubu Beroe Stara Zagora, w którym spędził większość dotychczasowej kariery piłkarskiej. Jedynie w latach 2010−2012, przez dwa sezony reprezentował barwy klubu Lewski Sofia.

## Kariera reprezentacyjna
W reprezentacji Bułgarii zadebiutował 18 listopada 2009 roku w towarzyskim meczu przeciwko Malcie. Na boisku pojawił się w 84 minucie meczu.
| Mecze i gole w reprezentacji | Mecze i gole w reprezentacji | Mecze i gole w reprezentacji | Mecze i gole w reprezentacji | Mecze i gole w reprezentacji | Mecze i gole w reprezentacji | Mecze i gole w reprezentacji |
| #                            | Data                         | Stadion                      | Rywal                        | Wynik                        | Gol                          | Rozgrywki                    |
| 2009                         | 2009                         | 2009                         | 2009                         | 2009                         | 2009                         | 2009                         |
| ---------------------------- | ---------------------------- | ---------------------------- | ---------------------------- | ---------------------------- | ---------------------------- | ---------------------------- |
| 1.                           | 18.11.2009                   | Paola, Malta                 | Malta                        | 4:1                          | 0                            | towarzyski                   |

## Sukcesy
Beroe
- Puchar Bułgarii: 2010, 2013